# 克羅格曼角
克羅格曼角（英語：Krogmann Point）是南極洲的海岬，位於威廉群島，處於霍夫高島西端，在1874年1月由德國探險隊發現和命名，現時由南極條約體系管理。